# شونی کاگه‌سوکه
شونی کاگه‌سوکه (به ژاپنی: 少弐景資 Shōni Kagesuke)؛ تولد ۱۲۴۶ – مرگ ۱۲۸۵) فرد نظامی اهل ژاپن و از خاندان شونی بود. شهرت وی به علت دفاع وی از ژاپن در طی حمله مغول به ژاپن است.
کاگه‌سوکه در سال (۱۲۷۴) و در هنگام اولین حمله مغول به ژاپن در روز بیستم از ماه دهم سال بون‌ای، در سن ۲۹ سالگی، ۵۰۰ سامورایی را در دفاع در مقابل حمله مغول به خلیج هاکاتا رهبری می‌کرد. تصویر وی در طومار تاریخی موکو شورای اکوتوبا در خط اول حمله نقاشی شده‌است. گفته می‌شود که وی در طی حمله به سپاه توانست معاون سپاه دودمان یوان، ریو فوکوکو، را با تیر زخمی کند.
در سال ۱۲۸۵ پس از مرگ پدر، در مورد حق وراثت و بازگرداندن املاکش با برادر بزرگترش وارد نزاع و درگیری شد. در شورش شیموتسوکی که جنگ قدرت پس از مرگ شیکن هشتم و نزاع مابین آداچی یاسوموری و تایرا نو یوریتسونا بود به نفع یاسوموری وارد جنگ شد اما مورد تعقیب برادرش که در جبههٔ یوریتسونا پیوسته بود قرار گرفت و پس از شکست دست به خودکشی زد. در هنگام مرگ ۴۰ سال داشت.